# Les Deux Frères (conte de Grimm)
Pour les articles homonymes, voir Les Deux Frères.
Les Deux Frères est le titre habituel d'un conte populaire merveilleux, largement répandu en Europe, Asie et Afrique du nord notamment, dont la version la plus connue est celle des frères Grimm (en allemand : Die zwei Brüder, conte KHM 60 depuis la 2e édition). Il s'agit du plus long des Contes de l'enfance et du foyer, et il comprend de nombreux épisodes et motifs ; la version des Grimm, qui a connu plusieurs rédactions au fil des éditions successives du recueil, a été élaborée à partir de différentes versions allemandes, et d'éléments d'autres origines. On y retrouve notamment les thèmes codifiés AT 567 (Le Cœur magique de l'oiseau), AT 300 (Le Tueur de dragons), AT 303 (Les Jumeaux, ou les Frères de sang) dans la classification Aarne-Thompson.
Le thème principal du conte est celui de la gémellité, du double. D'un point de vue narratif, il présente la particularité de se focaliser, au cours du récit, successivement sur chacun des deux frères (qui se trouvent réunis au début et à la fin du conte). Ce trait est rare dans les contes traditionnels, généralement centrés sur un héros ou une héroïne unique, mais fréquent par exemple dans les romans de chevalerie, où l'on suit successivement les faits et gestes de divers héros, chacun de son côté (« entrelacement »). L'intrigue repose sur le fait que les deux frères ne peuvent être distingués l'un de l'autre, au point que même la femme de l'un d'eux s'y trompe.
L'intitulé du conte évoque le conte égyptien ancien du même nom (XIIIe siècle av. J.-C.), mais le contenu en est très éloigné même si quelques motifs se sont transmis à travers les siècles.

## Historique des versions

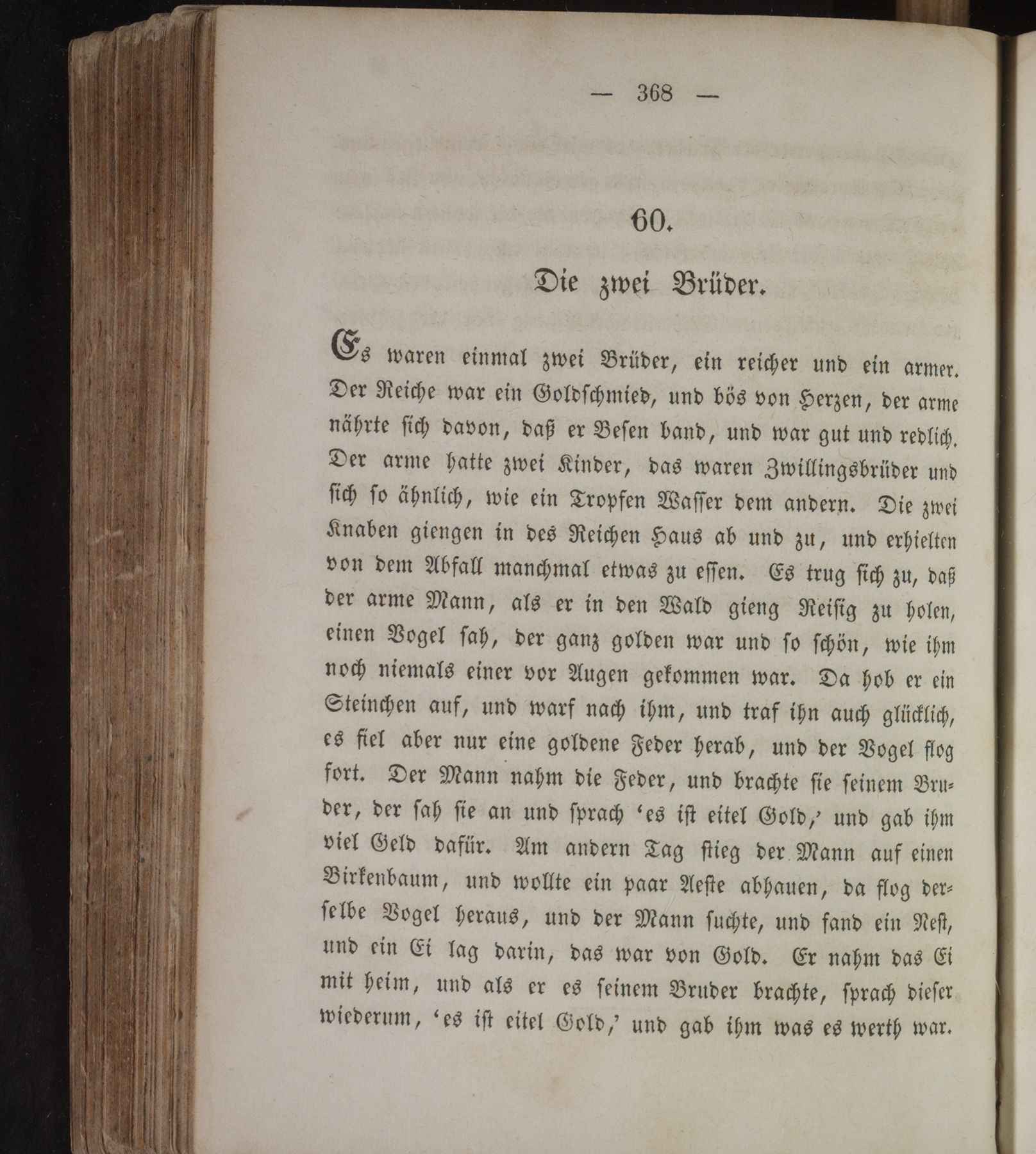
Début du conte allemand, dans l'édition de 1840.

Dans la première édition du recueil (1812), le conte no 60 s'intitulait Das Goldei (« L'Œuf d'or »). Il s'agissait d'un fragment assez bref, qui ne concernait que l'histoire de l'oiseau aux œufs d'or, et avait été recueilli par les frères Grimm auprès de Dortchen Wild. À partir de l'édition de 1819, le conte s'étoffe et prend son appellation définitive (Die zwei Brüder, « Les Deux Frères »).
Les Grimm ont établi la version finale du conte, qui semblait très satisfaisante à Wilhelm, à partir d'une version « de la région de Paderborn » (donc sans doute de la famille Haxthausen), combinée à une version « de la région du Schwalm » (Hesse). Ils ont enrichi le texte d'éléments provenant de diverses sources (Straparola, Basile, le comte de Caylus...).
Dans l'édition de 1814 figurait déjà un conte proche mais plus bref, Von Johannes-Wassersprung und Caspar-Wassersprung (« Jean-du-jet-d'eau et Caspar-du-jet-d'eau », no 74), recueilli en 1808 auprès de Friederike Mannel. Ce conte mettait également en scène deux frères, et faisait aussi intervenir des animaux reconnaissants et des couteaux signes de vie, ainsi que le combat contre le dragon.
Jusqu'à la 6e édition, figurait aussi dans le recueil un conte intitulé Die treuen Thiere (« Les animaux fidèles », AT 554 / 560). Les frères Grimm l'ont écarté lorsqu'ils se sont rendu compte qu'il provenait d'un recueil de contes mongols, Siddhi Kür.

## Résumé
Le résumé qui suit concerne l'édition finale (1857).

### Les deux frères et l'oiseau d'or
Un riche orfèvre et un pauvre faiseur de balais sont frères. Le pauvre a deux fils jumeaux. Un jour, il aperçoit un oiseau d'or dans la forêt, lui vole une plume d'or, et la vend à un prix élevé à son frère. Il se procure ensuite un œuf d'or de l'oiseau, qu'il lui vend également, et enfin capture pour lui l'oiseau lui-même. L'orfèvre, qui sait de quoi il s'agit, demande à sa femme de lui cuire l'oiseau : celui qui mange le cœur et le foie d'un tel oiseau trouvera chaque matin une pièce d'or sous son oreiller. Mais les deux enfants du faiseur de balais, affamés, mangent le cœur et le foie ; la femme s'en rend compte, et effrayée, les remplace par les organes d'un poulet. Elle sert l'oiseau d'or à son mari, qui le mange mais ne trouve ensuite nulle pièce d'or sous son oreiller. Les enfants, en revanche, en découvrent une chaque jour et en parlent à leur père, lequel raconte à son tour l'histoire à l'orfèvre. Celui-ci, furieux, exige de son frère qu'il conduise les jumeaux dans la forêt pour les y abandonner : le père s'exécute à contre-cœur.

### Le chasseur, les animaux et la séparation
Les enfants, égarés, rencontrent un chasseur qui les prend sous sa protection et leur apprend l'art de la chasse, mettant de côté la pièce d'or qu'ils trouvent chaque matin. Alors que les enfants ont grandi, le chasseur les met à l'épreuve et, satisfait de leur talent à la chasse, les déclare libres et leur offre à chacun un fusil et un chien, leur laissant emporter autant de pièces d'or qu'ils le souhaitent. Il leur fait encore don d'un couteau qu'ils devront planter dans un arbre s'ils se séparent : le côté de la lame tourné dans la direction vers laquelle chaque frère sera parti rouillera si ce dernier meurt.
Partis à l'aventure, les frères rencontrent successivement un lièvre, un renard, un loup, un ours, un lion, qu'ils acceptent d'épargner malgré leur faim en échange de deux petits de chaque animal, lesquels se mettent à cheminer à leur suite. Les renards leur indiquent un village où ils trouvent de quoi manger. Puis les frères sont amenés à se séparer, emmenant chacun un petit de chaque animal. Ils plantent le couteau dans un arbre et partent, l'un vers l'est, l'autre vers l'ouest.

### Le combat contre le dragon et la victoire volée

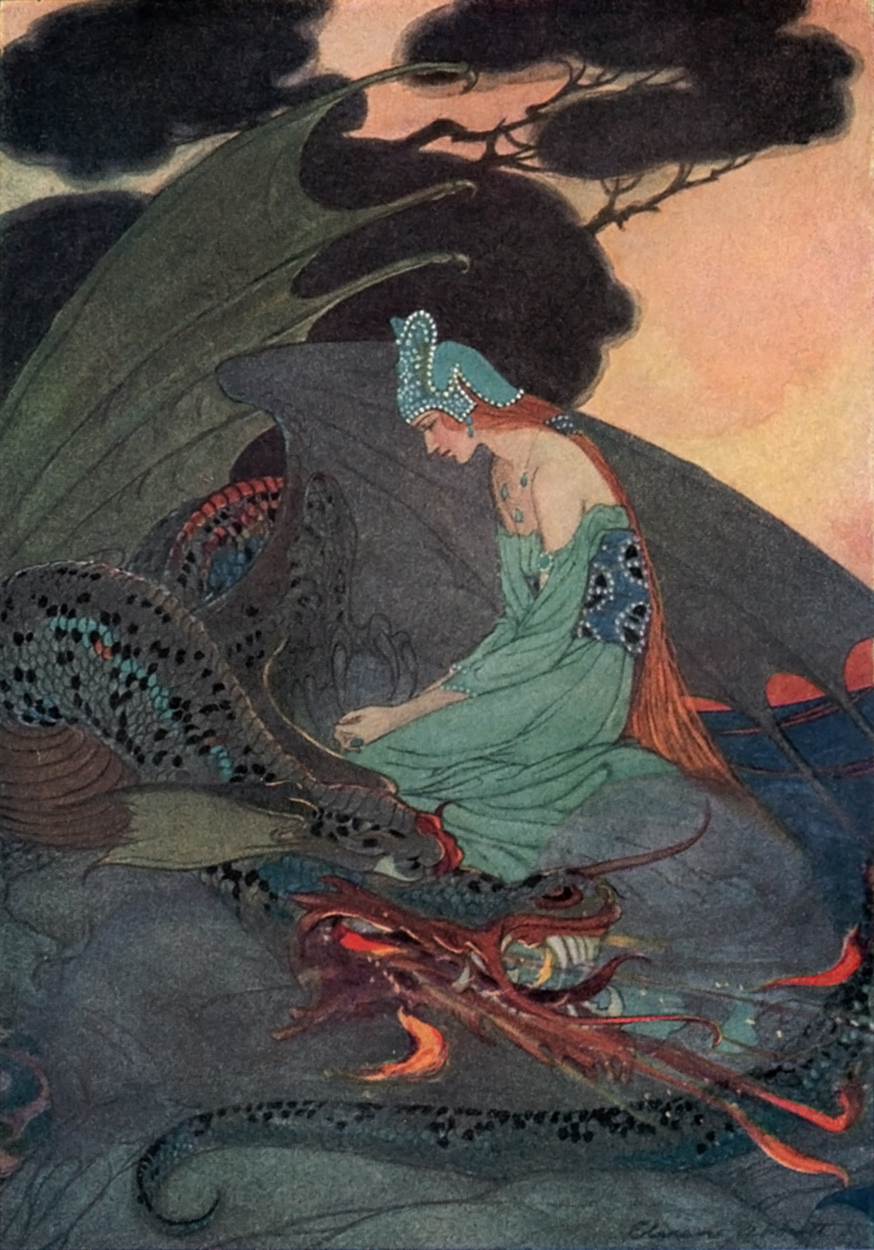
La princesse et le dragon, illustration d'Elenore Abbott (1875–1935).

Le plus jeune frère arrive dans une ville entièrement drapée de crêpe noir. L'aubergiste qui l'héberge lui explique que la fille du roi va mourir le lendemain, car elle doit être livrée à un dragon. Le lendemain, le chasseur se rend sur la montagne du dragon, toujours suivi de ses animaux. Il y trouve, dans une chapelle, trois verres qu'il boit, ce qui lui donne la force d'arracher du sol une épée qui y était enterrée. La fille du roi est abandonnée sur la montagne pour y être tuée par le dragon, mais elle y rencontre le chasseur, qui lui promet de la sauver. Arrive le dragon à sept têtes, qui s'étonne de la présence du jeune homme. Ils se battent : le jeune homme tue le dragon avec l'aide de ses bêtes. La princesse lui promet sa main, distribue les éléments d'un collier aux animaux, et donne au héros son mouchoir, dans lequel le héros enveloppe les langues des sept têtes du dragon mort. Puis il s'endort, épuisé. Ses animaux, qui devaient monter la garde, sont tout aussi épuisés et s'endorment à leur tour. Or le maréchal qui avait livré la jeune fille au dragon, et qui observait la scène de loin, escalade la montagne, coupe la tête du chasseur endormi et ravit la princesse, exigeant qu'elle dise que c'est lui qui l'a sauvée. Arrivé devant le roi, le maréchal se vante de sa prétendue victoire sur le dragon, et la princesse est contrainte de confirmer ses dires ; elle devra donc épouser le faux héros. Cependant, elle obtient de son père un délai d'un an et un jour.

### Les paris et le triomphe du jeune frère
Les animaux se réveillent et s'accusent mutuellement d'avoir laissé périr leur maître. Le lion envoie finalement le lièvre chercher une racine magique, grâce à laquelle il ressoude la tête et le corps du jeune homme, et le ressuscite. Mais il a placé la tête à l'envers : le lièvre parvient à la recoller dans le bon sens. Le chasseur, bien que triste, repart à l'aventure avec ses bêtes et se retrouve dans la ville autrefois drapée de noir, à présent recouverte d'écarlate. L'aubergiste lui explique que c'est en signe de joie, car la princesse va épouser le maréchal le lendemain. Le chasseur parie avec lui successivement qu'il mangera devant lui du pain, puis du rôti, des légumes, des friandises venant de la table du roi, enfin qu'il boira du vin de la même provenance. Grâce à ses animaux qui vont demander ces mets à la princesse, il gagne tous ses paris. Le chasseur parie alors avec l'aubergiste qu'il va se rendre au château du roi pour épouser la princesse.
Pendant ce temps, le roi s'est enquis auprès de sa fille de ce que voulaient tous ces animaux qu'il a aperçus ; la princesse lui recommande de faire venir leur maître au château, après lui avoir fait parvenir un carrosse et des habits royaux. Le roi accueille le jeune homme et l'invite à la table des noces. Mais alors qu'on montre les sept têtes du dragon, que le maréchal avait apportées comme preuve de sa prétendue victoire, le chasseur, lui, produit les sept langues, démontrant ainsi qu'il est le véritable vainqueur du monstre, et que c'est donc à lui que revient la princesse. Celle-ci confirme ses dires en révélant la vérité. Le maréchal menteur est mis à mort, et les noces sont célébrées entre la princesse et le jeune homme, qui en profite pour tenir magnanimement l'aubergiste quitte de son pari.

### La blanche biche et la sorcière

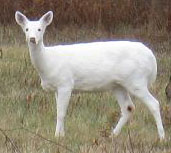
« Il aperçut une biche blanche comme de la neige ».

Le jeune roi et la jeune reine vivent heureux. Mais au cours d'une chasse, le jeune roi, parti à la poursuite d'une biche d'un blanc immaculé, ne revient pas. Perdu dans la forêt, il allume un feu au pied d'un arbre pour y passer la nuit avec ses animaux. Il entend une voix dans l'arbre : c'est une vieille femme qui gémit qu'elle a froid. Il l'invite à se réchauffer près du feu, mais elle prétend avoir peur des animaux et lui lance une baguette pour qu'il les en touche et les rende ainsi inoffensifs. Or la vieille était une sorcière, et la baguette a pour effet de changer en pierre ce qu'elle touche : une fois les animaux pétrifiés, la sorcière descend de l'arbre et change à son tour le jeune roi en pierre.

### L'autre frère part à la rescousse
Le conte se focalise alors sur l'autre frère, qui avait erré de son côté sans grand succès avec ses animaux. Un jour il décide de retourner voir le couteau, pour savoir comment se porte son frère. La lame de ce côté est rouillée jusqu'à moitié. Il part alors à son tour vers l'ouest, dans l'espoir de retrouver son frère et de le sauver avant qu'il ne soit trop tard. Il arrive à la ville, où tout le monde, y compris la jeune reine, le prend pour son frère. Il ne les détrompe pas, mais, conduit au lit royal, il place une épée à double tranchant entre la reine et lui, sans expliquer ce geste.

### Le frère triomphe de la sorcière
Quelques jours plus tard, il part dans la forêt sur la trace de son frère, aperçoit à son tour la biche blanche, s'égare lui aussi et entre en contact avec la sorcière de la même manière. Toutefois, il se refuse à toucher ses animaux avec la baguette maléfique, et parvient à blesser la sorcière en tirant sur elle avec son fusil chargé de trois boutons d'argent. Il l'oblige à le conduire là où se trouve son frère et à lui rendre la vie, ainsi qu'aux animaux et à un grand nombre de gens également pétrifiés. Les jumeaux se reconnaissent avec joie et jettent la sorcière au feu : l'enchantement prend fin.

### La jalousie fratricide

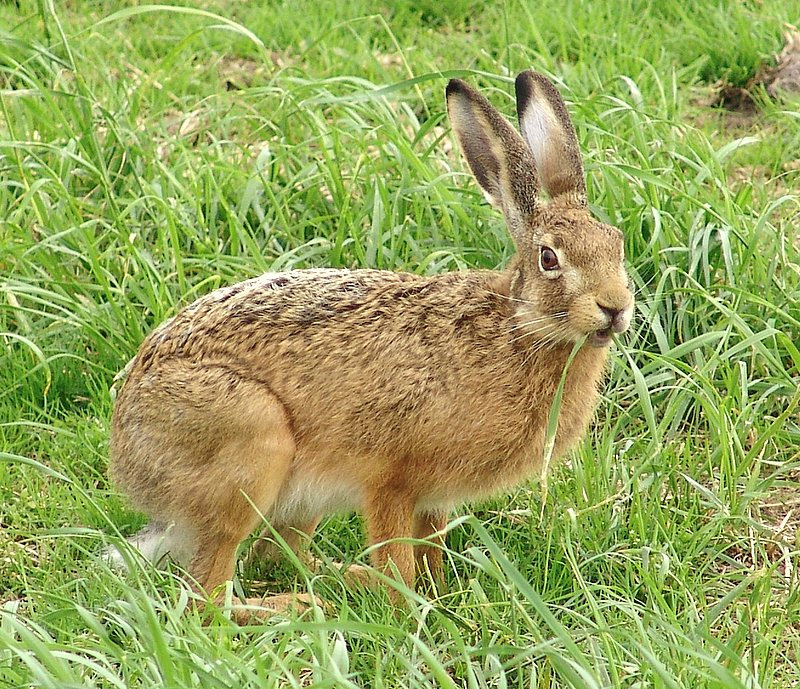
Le lièvre joue un rôle important dans la version des Grimm.

Tandis qu'ils rentrent ensemble au château, le plus jeune raconte ses aventures et explique qu'il est devenu roi ; son aîné mentionne que tout le monde l'a pris pour lui, et qu'il a mangé et dormi aux côtés de la reine. Le jeune roi, pris d'une crise de jalousie, lui tranche alors la tête sous le coup de la colère, avant de se rendre compte qu'il vient de tuer son frère qui l'avait sauvé. Grâce au lièvre qui retourne chercher la racine magique, il le ramène à la vie.

### Tout est bien qui finit bien
Les deux frères entrent dans la ville simultanément, par deux portes opposées. Le vieux roi, stupéfait, demande à sa fille de dire lequel est son époux. Elle ne sait que répondre, tant ils se ressemblent, avant de se souvenir du collier qu'elle avait distribué aux animaux. Le lion du plus jeune frère est en possession du fermoir d'or, ce qui désigne son véritable époux. Un joyeux banquet est organisé. Le soir, lorsque le jeune roi va se coucher auprès de sa femme, celle-ci lui demande pourquoi, la dernière fois, il avait placé une épée au milieu du lit. Le jeune roi comprend alors combien son frère avait été honnête envers lui.

## Sources littéraires

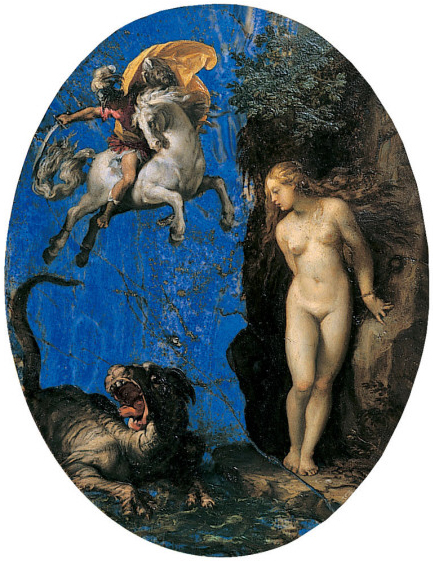
Le mythe de Persée et Andromède, vu par le Cavalier d'Arpin (fin XVI).

Les plus anciennes sources littéraires connues du récit remontent au XIVe siècle. Le texte définitif est une composition élaborée par les frères Grimm à partir des récits recueillis dans les régions de Paderborn et de Hesse, et quelques autres comme le conte no 74 de l'édition de 1812. Des thèmes tels que la lutte du héros contre le dragon sont très répandus dans le folklore universel (ce thème est déjà présent dans la légende de Persée et Andromède) : divers autres motifs semblent empruntés à des sources extérieures, comme :
- les deux jeunes gens amis, conçus à la même heure et nés le même jour, qu'on ne peut distinguer l'un de l'autre (Ami et Amile[9]).
- l'oiseau d'or (Comte de Caylus, L'oiseau jaune, in Le Cabinet des fées 24, 267).
- les animaux fidèles (proche des animaux reconnaissants), thème très courant dans le folklore. On en trouve un exemple assez voisin dans le conte slave intitulé Le Lait de bête sauvage.
- la biche blanche qui entraîne le chasseur (Basile, Le Conte des contes, I, 9 : La biche ensorcelée). La couleur blanche de l'animal indique la féerie dans la tradition celtique et le passage dans l'autre monde.
- le signe de vie (déjà présent dans le conte égyptien des Deux Frères sous la forme d'un pot de bière). Dans Les Enfants d'or, il s'agit de deux lys qui se faneront s'il arrive malheur aux frères.
- la source miraculeuse gardée par un dragon (dans certaines versions).
- la pétrification, que l'on retrouve dans diverses traditions. Déjà présente dans la Bible (histoire de la femme de Loth) et dans la mythologie gréco-romaine (voir Méduse), ou, parmi les contes populaires, celui de L'Arbre qui chante et l'Oiseau qui parle (ou : L'Oiseau de vérité, Les Trois Fils d'or : AT 707)[10] ou encore du Fidèle Jean.
- l'épée symbole de chasteté, motif ancien qui apparaît dans divers romans de chevalerie (voir Ami et Amile, Tristan et Iseut…[11]). Ce motif apparaît également dans la légende germanique de Sigurd et Brunhilde.
- la racine magique qui ressuscite les morts. Dans un conte du Pentamerone de Basile, Les Cinq fils (V, 7), l'un des fils, Iacuoco, apprend à connaître « l'herbe qui ressuscite les morts » et s'en servira pour faire revenir la princesse Cianna à la vie. La racine ou l'herbe magique est souvent remplacée par l'eau de la vie, notamment dans les contes slaves.
- le mort ressuscité auquel on a remis la tête dans le mauvais sens (Straparola, Les Nuits facétieuses, IV, 5 : histoire d'un jeune homme qui recherchait la Mort)
- les boutons d'argent servant de balles (nombreuses légendes relatives aux esprits maléfiques, loup-garous…).

Il manque par ailleurs à ce récit un épisode initial qu'on retrouve dans d'autres versions, celui de la naissance merveilleuse (des jumeaux) à la suite de l'ingestion par leur mère d'un aliment miraculeux (généralement un poisson qui demande lui-même à être découpé en morceaux). Ce motif figure notamment dans le conte KHM 85, Die Goldkinder (« Les Enfants d'or »).

## Commentaires et analyses

### Commentaires de Ranke et de Thompson
Ce conte se retrouve sous la forme de très nombreuses variantes dans le folklore international. Le folkloriste Kurt Ranke (1908-1985) a par exemple proposé en 1934 un catalogue de 770 « contes des Deux Frères », dont le seul point vraiment commun semble être le motif du « signe de vie ». Il suggère que le conte-type AT 303 a dû naître en Europe occidentale, voire dans le nord de la France, au XIVe siècle (la qualité des versions lui paraissant être en raison inverse de l'éloignement de la France), alors que le conte AT 300, qui se combine fréquemment avec lui, remonte sans doute à une très haute antiquité.

Le Roi des Poissons, emblème de Mikołajki (Pologne).

Stith Thompson, dans The Folktale, consacre plusieurs pages à ce conte-type, en s'appuyant sur l'étude de Ranke, et s'applique à débrouiller les différents thèmes qui s'y imbriquent. Dans son résumé générique du conte, il inclut l'épisode initial du « Roi des Poissons » et adopte la variante selon laquelle le premier frère, après son mariage, est intrigué par une lumière ou un feu au loin, et part dans cette direction pour en trouver l'origine, malgré les avertissements de sa femme. Il tombe sur une maison dans laquelle vit une sorcière, qui prétend avoir peur de son chien et lui donne un de ses cheveux, selon elle pour calmer la bête : le cheveu se transforme en chaîne, ce qui permet à la sorcière de neutraliser le chien avant de transformer le jeune homme en pierre d'un coup de baguette. Lorsque le frère prend sa place dans le lit conjugal, il est à son tour intrigué par la lumière au loin, et la jeune femme s'étonne qu'il repose la même question, mais sans réaliser qu'il ne s'agit cette fois pas de son mari. Arrivé à son tour chez la sorcière, il ne se laissera pas prendre à la ruse du cheveu, rompra l'enchantement, délivrera son frère et tuera la sorcière.
Thompson fait remarquer que la grande majorité des contes recensés dans de nombreux pays sur ce thème incluent le thème du combat contre le dragon, qui existe également en tant que conte à part entière. Il estime qu'il y a fréquemment confusion avec le thème du Cœur magique de l'oiseau (AT 567), qui fait également intervenir deux frères, ainsi qu'avec les contes dits des Trois Frères. Dans 20 % des cas recensés, figure selon lui le motif du frère jaloux, qui a lui aussi une longue histoire (selon Ranke, il ne s'agirait pas d'un épisode originellement constitutif du conte). Thompson détaille les caractéristiques des différents groupes de versions, tels que Ranke les a établis (onze groupes principaux).
Le conte est bien connu dans les pays baltes et en Russie. Il a migré vers l'Amérique (par le biais des colons français et espagnols) jusqu'à être adopté par des tribus amérindiennes. En revanche, en Inde, il semble n'être connu que fragmentairement.

### Combinaisons de contes-types et recensement de motifs, par Uther
Dans The Types of International Folktales, Hans-Jörg Uther mentionne que le conte-type ATU 303, fréquemment introduit par le conte-type ATU 567 (Le Cœur magique de l'oiseau) se trouve souvent combiné avec un ou plusieurs des contes-types suivants, principalement :
- ATU 300 (Le Tueur de Dragons)
- ATU 302 (Le Cœur de l'Ogre [du Diable] dans l'Œuf)
- ATU 314 (Goldener, Le Jeune homme doré)

mais aussi :
- ATU 304 (La Garde de nuit dangereuse)
- ATU 313 (Le Vol magique)
- ATU 315 (La Sœur perfide)
- ATU 318 (L'Épouse perfide)
- ATU 327B (Les Frères et l'Ogre)
- ATU 513A (Les Six qui s'en vont par le monde)
- ATU 550 (L'Oiseau, le Cheval et la Princesse)
- ATU 554 (Les Animaux reconnaissants)
- ATU 705A (Né d'un fruit [d'un poisson])

et les contes suivants, au sujet de l'Ogre (géant, diable) stupide :
- ATU 1000 (L'Épreuve de ne pas se fâcher), ATU 1003 (Le Labourage), ATU 1006 (Tue le mouton qui te regarde), ATU 1051 (Courber un arbre), ATU 1052 (Transporter un arbre), ATU 1072 (L'Épreuve de course), ATU 1088 (L'Épreuve consistant à manger / boire), ATU 1120 (La Femme de l'Ogre jetée à l'eau).

Il identifie dans le conte-type des Deux Frères les motifs suivants :
- T511.1.1, T511.5.1, T512 (divers cas de conception surnaturelle après absorption d'un aliment)
- T589.7.1 (naissance simultanée d'enfants et d'animaux domestiques)
- E761 (le signe de vie)
- R111.1.3 (la princesse sauvée du dragon), K1932 (l'imposteur réclame le prix de la victoire du héros), H83 (preuves de la victoire du héros), L161 (le héros d'humble origine épouse la princesse)
- G451 (en suivant la lueur du feu de la sorcière, le héros tombe en son pouvoir)
- D231 (transformation d'un être humain en pierre)
- K1311.1 (le frère jumeau du mari confondu par sa femme avec celui-ci)
- T351 (l'épée de chasteté)
- N342.3 (l'homme jaloux et irréfléchi tue son frère jumeau qui l'a sauvé)
- B512 (remède fourni par un animal).

## Analogies

### Autres contes des Grimm
Les Enfants d'or (Die Goldkinder, KHM 85) présente de nombreuses similitudes avec ce conte. Plus bref, il comporte une première séquence relevant du conte-type AT 555 (Le Pêcheur et sa femme) ; l'épisode du combat contre le dragon en est absent. Il portait le numéro 10 dans le manuscrit de 1810, mais les frères Grimm lui ont attribué le numéro 85 à partir de 1819 pour qu'il ne soit pas trop proche des Deux Frères. Andrew Lang a publié une traduction en anglais de ce conte (« The Golden Lads ») dans son Green Fairy Book (1892).
Il existe un conte de Ludwig Bechstein intitulé Les Deux Frères (Die beiden Brüder), mais il est sans rapport avec le présent conte.

### LePentamerone
Dans le Pentamerone de l'écrivain napolitain Giambattista Basile (XVIIe siècle), bon nombre d'éléments de cette histoire se trouvent répartis sur deux récits proches l'un de l'autre : Le Marchand (1re journée, 7e divertissement) et La Biche ensorcelée (1ère journée, 9e divertissement). Dans le premier, il s'agit de deux fils, à l'apparence identique, d'un riche marchand : le premier-né, Cienzo, doit s'exiler après avoir tué le fils du roi de Naples. Il vit trois aventures qui lui valent des récompenses auxquelles il renonce, la troisième étant la délivrance de la jeune fille promise au dragon. Il se manifeste toutefois lorsqu'un usurpateur prétend avoir tué le dragon et épouser la princesse, et pour ce faire envoie sa petite chienne porter un message au palais royal.

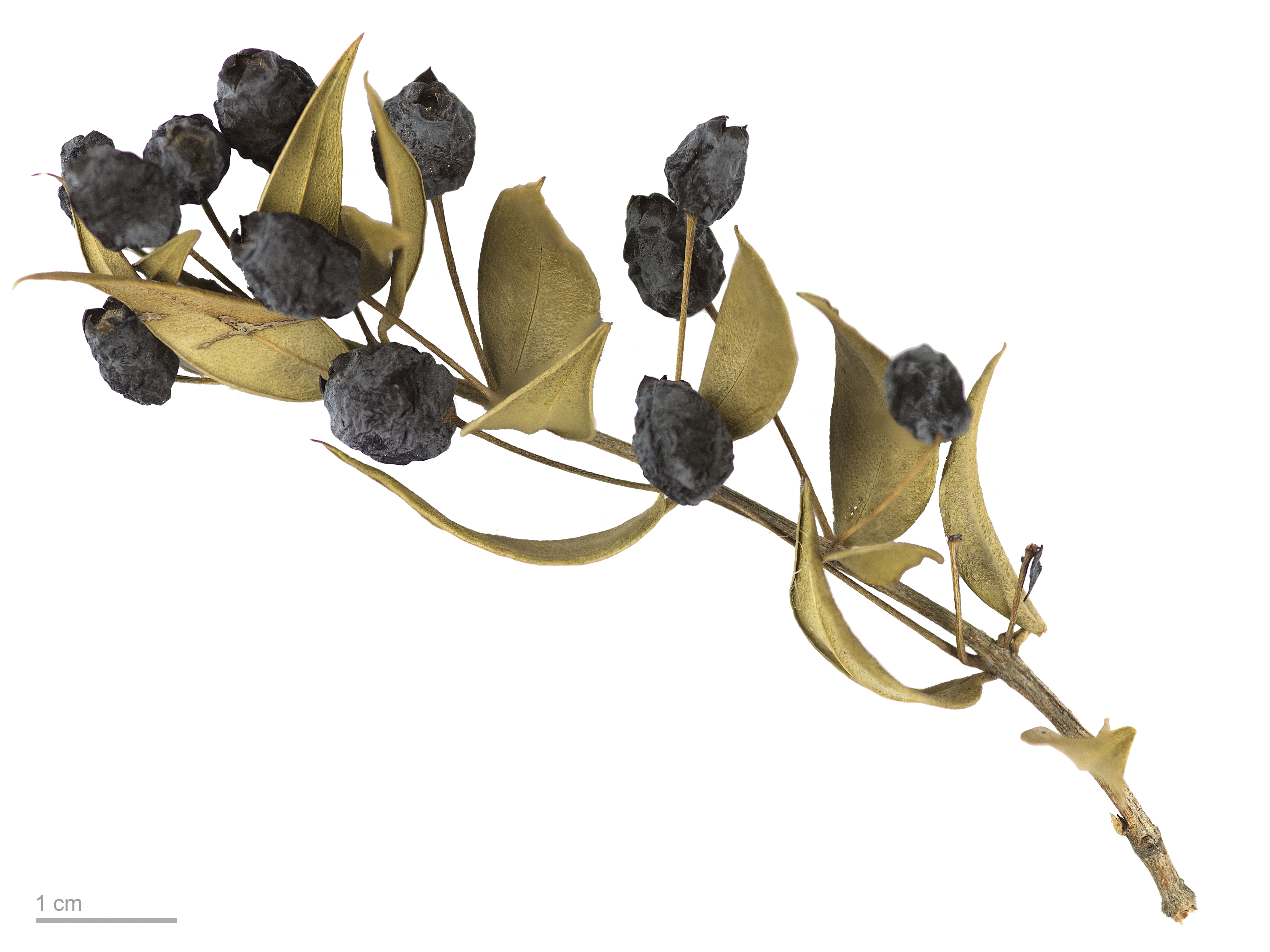
« Fonzo trouva le pied de myrte tout flétri... »

Une fois marié, il repère de la fenêtre du palais, et au grand déplaisir de son épouse, une jolie jeune fille habitant en face et qui s'avérera être une sorcière qui « enlaçait et enchaînait les hommes avec ses cheveux ». Il sera sauvé par son frère cadet, Meo (le motif du signe de vie est absent de cette version) qui lui ressemble tant que tous, y compris sa femme, le prennent pour son aîné. Meo fait dévorer la sorcière par sa chienne et passe sur son frère deux poils de la chienne pour le tirer de son sommeil magique. Par la suite, Cienzo, pris de jalousie, décapite Meo « comme on coupe un cornichon », puis se ravise et le guérit au moyen de l'herbe magique du dragon.
Dans le deuxième récit, il s'agit de deux jeunes gens, Fonzo et Canneloro, l'un fils de roi, l'autre de la cuisinière, nés le même jour des suites d'une opération magique (la cuisson du cœur d'un dragon). Canneloro doit s'exiler mais laisse un double signe de vie : une fontaine et un pied de myrte. Il épouse une princesse qu'il a méritée dans un tournoi. Parti à la chasse, il poursuit une biche qui est un ogre métamorphosé et qui le capture, après l'avoir persuadé d'attacher son cheval, ses chiens et son épée. Fonzo, ayant vu la fontaine troublée et le pied de myrte desséché, part à la recherche de Canneloro, dont la femme le confond avec son mari (le motif de l'épée de chasteté apparaît), et il le libère, ainsi que d'autres gens que l'ogre avait enfermés vivants pour les engraisser.

### Versions françaises
Dans Le Conte populaire français, Delarue et Tenèze proposent, pour illustrer le conte-type AT 303 (qu'ils nomment Le Roi des poissons ou la Bête à sept têtes), un résumé d'une version nivernaise intitulée Les Trois Fils du meunier. Cet exemple, qui semble contredire le thème des jumeaux, présente cependant divers épisodes communs avec le conte de Grimm (le signe de vie, la princesse livrée au dragon qui sera tué par le héros, le faux héros (ici incarné par des charbonniers) démasqué grâce aux langues du monstre, la vieille magicienne perfide, le remède magique qui ramène à la vie, la similitude entre les frères). Ce conte commence par la capture d'un poisson magique, dont les morceaux absorbés provoquent la naissance des trois garçons, mais aussi de trois poulains et de trois chiots. Emmanuel Cosquin a notamment publié dans ses Contes de Lorraine deux versions très similaires, Les Fils du Pêcheur et La Bête à sept têtes, et Jean-François Bladé une autre (Les deux jumeaux) dans ses Contes de Gascogne.

### Une version russe

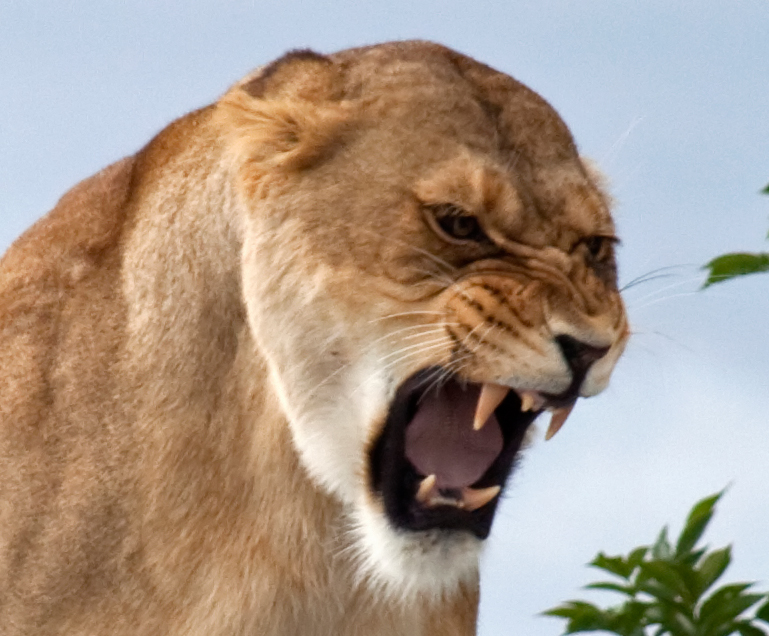
Lionne en colère.

Les Contes populaires russes d'Alexandre Afanassiev contiennent un récit approchant, intitulé Les Deux Ivan-fils de soldat (Два Ивана солдатских сына, no 92/155) ; le lieu de collecte n'est pas précisé. Les deux frères jumeaux naissent alors que leur père, un paysan, est enrôlé dans l'armée. Devenus de jeunes gars, ils partent ensemble à l'aventure après s'être procuré chacun un cheval et un sabre de preux. Ils se séparent à un croisement fatidique, échangeant des foulards qui se teindront de sang s'il arrive malheur à l'autre frère. L'un épouse une princesse, l'autre sauvera successivement trois princesses sœurs livrées à trois dragons à douze têtes, mais un porteur d'eau s'attribuera le mérite de la victoire et est sur le point d'obtenir la main de la plus jeune. Cependant Ivan se fait reconnaître par celle-ci et l'épouse, tandis que le faux héros est pendu. Pendant ce temps, l'autre Ivan, parti à la chasse, poursuit en vain un cerf et arrive à une maison vide ou brûle un feu. Arrive une belle fille qui se transforme en lionne et dévore le héros : c'était la sœur des trois dragons. Son frère, alerté par le foulard qui s'est couvert de sang, part à sa recherche, suit le même chemin, rencontre la même fille qui se transforme à nouveau en lionne et veut le dévorer ; grâce à son cheval magique, Ivan l'oblige à recracher le premier frère, en piteux état. Il le ressuscite grâce à une fiole d'eau de guérison et de vie, mais gracie étourdiment la jeune fille-lionne ; les deux frères rentrent au palais. Mais par la suite, les deux Ivan rencontrent, l'un un petit garçon, l'autre un petit vieux, réclamant chacun l'aumône. Ils se transforment à leur tour en lions et dévorent chacun l'un des frères.

### Versions ossètes
Le conte est très populaire en Ossétie, et d'ailleurs dans le Caucase en général. Sa popularité pourrait s'y expliquer en partie par son contexte cynégétique.

#### Légendes sur les Nartes
Certains récits tirés du Livre des Héros entremêlent des motifs du conte des Deux Frères avec d'autres, que l'on retrouve dans des contes slaves. Dans le cycle d’Urhæg et ses fils, il est question de deux frères jumeaux, Æhsar et Æhsartæg (noms faisant référence à la bravoure), chasseurs redoutables, qui sont commis par leur père Urhæg à la garde d'un verger, duquel trois colombes dérobent chaque nuit une pomme magique. Æhsartæg blesse une colombe d'une flèche et les frères suivent sa trace faite de gouttes de sang. La trace les mène au bord de la mer ; Æhsartæg descend au fond de la mer après avoir convenu avec Æhsar d'un signe de vie (si l'écume des vagues devient rouge, c'est qu'il lui sera arrivé malheur). Il y rencontre une belle jeune fille, Dzerassæ, qu'il guérit puis épouse. Ils décident de regagner la terre ferme, ce qui est rendu possible grâce à un cheveu de Dzerassæ. Æhsartæg part à la recherche d'Æhsar, mais les deux frères se manquent. Æhsar rencontre Dzerassæ, qui le prend pour son mari et veut coucher avec lui, mais Æhsar place au milieu du lit une épée, ce qui offense la jeune femme. Æhsartæg revient de la chasse avec la carcasse d'un cerf : il croit que Dzerassæ l'a trompé avec son frère, et le tue dans un accès de jalousie, puis, comprenant ce qu'il a fait, se tue lui-même. Arrive un autre héros, Uastyrdji, qui veut épouser Dzerassæ à son tour ; celle-ci fait mine de consentir, mais regagne son pays au fond de la mer.

#### Les Jumeaux (conte ossète)
Sozryko Britaev a publié une version ossète (en langue russe) du conte, intitulée Les Jumeaux (Bliznetsy), dans un recueil pour enfants, Ossetinskie skazki. Quoique adaptée à l'environnement caucasien, cette version est assez proche de celle des frères Grimm. Les jumeaux, issus d'une famille de pauvres montagnards, s'y nomment Boudzi et Koudzi. Leur mère meurt, et leur père se remarie avec une femme méchante, ce qui amène les deux frères à s'enfuir. Les animaux qu'ils épargnent en route se dédoublent et les suivent, leur rendant des services. Dans une forêt, les jumeaux abattent un cerf merveilleux de dix-huit cors, et font une tente de sa peau. Ils décident un jour de se séparer pour courir leur chance, après avoir planté dans le mât de la tente un couteau donné par leur père : un côté de la lame montre tout ce qui se passe à l'est, l'autre à l'ouest. Ils emmènent chacun un animal de chaque espèce.

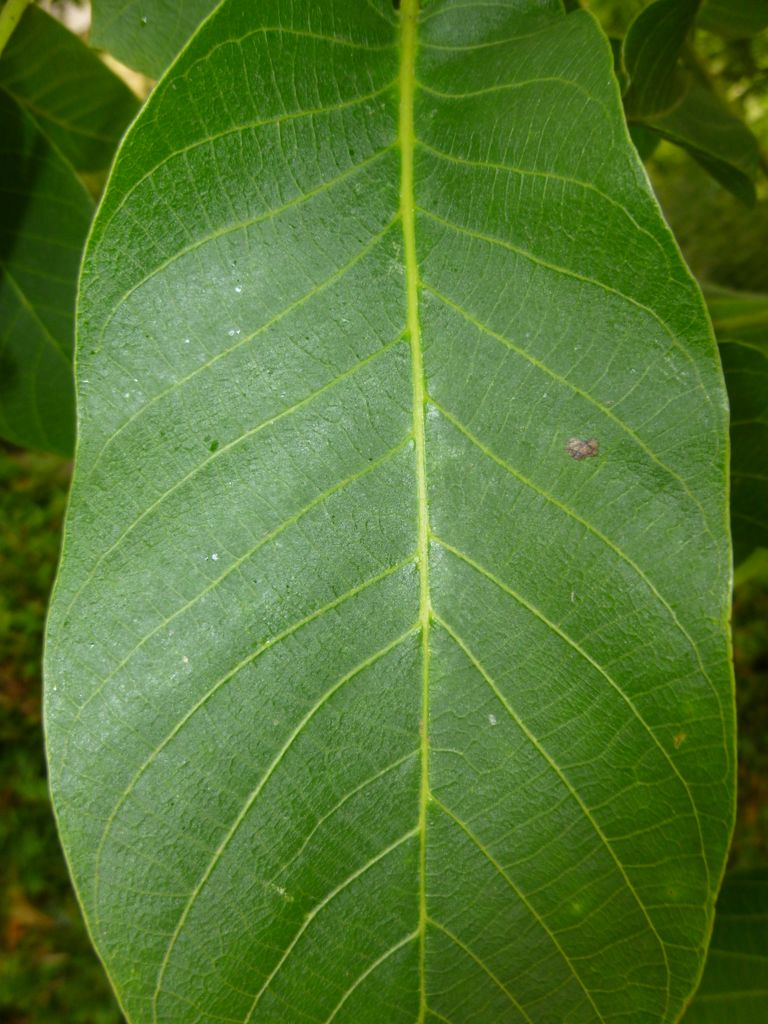
Feuille de noyer

Boudzi parvient dans un village qui, pendant la nuit, sera entièrement peint en noir. Les habitants lui expliquent qu'un méchant seigneur du voisinage se réveille tous les trois ans pour exiger la plus belle jeune fille et le plus beau gars du pays. Il envoie le garçon chez sa sœur aînée, une sorcière qui habite dans la forêt, dont il ne reviendra jamais ; tandis que lui-même suce (par le talon) le sang de la jeune fille, qui finit par en mourir. Cette terrible période dure trois semaines, durant laquelle hommes et bêtes ont l'interdiction de sortir à l'air libre. Boudzi, aidé de ses animaux, parvient à s'emparer de l'épée du seigneur, dissimulée auprès d'une source, après avoir tué le dragon qui la gardait. Il pénètre dans une sombre forêt, à laquelle mènent de nombreuses traces de pas, mais dont aucune ne ressort. Il y poursuit vainement un cerf, qui lui sera rapporté finalement par son lion, tandis qu'il s'apprête à passer la nuit auprès d'un feu, sous un noyer. Une vieille femme apparaît dans le branchage, et lui demande de pouvoir se réchauffer elle aussi et se nourrir de la viande du cerf. Il accepte, mais avec une feuille de noyer imprégnée de son odeur, elle transforme les animaux, puis Boudzi lui-même, en galets.

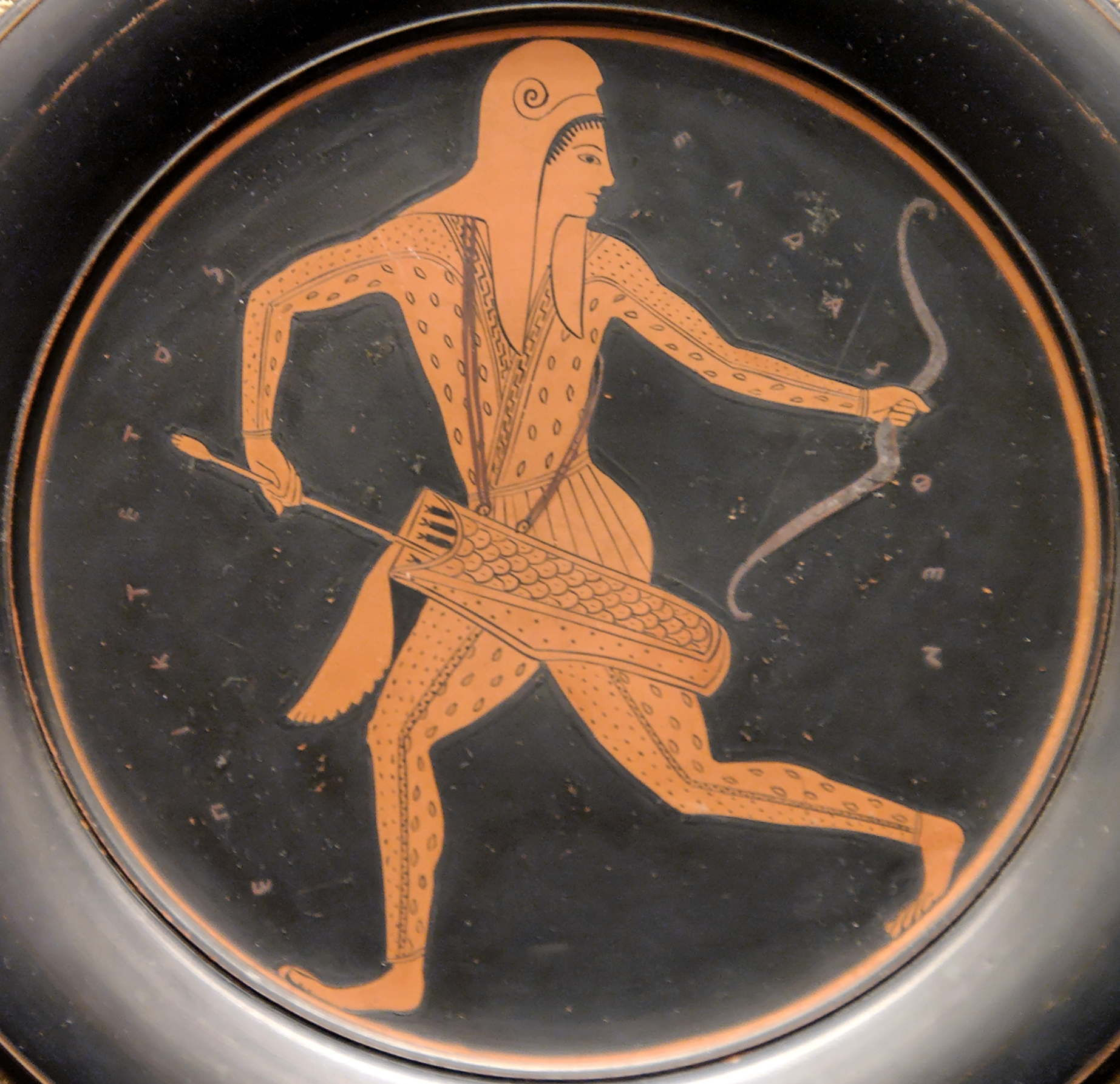
Archer scythe tirant une flèche de son carquois.

Cependant Koudzi, qui a vécu de nombreuses aventures, s'inquiète de son frère et finit revient par retrouver le couteau : le côté de la lame exposé à l'est a noirci, seul un fil brille encore. Il part à la recherche de son frère, arrive au village où a séjourné Boudzi, et promet de tuer le méchant seigneur, tout en retrouvant son frère. Il découvre sous le noyer son carquois, son arc et ses flèches, puis affronte la sorcière, qu'il contraint à avouer comment faire reprendre vie aux êtres pétrifiés, avant de la faire déchirer par ses animaux. Boudzi revit, les deux frères s'étreignent. Koudzi conserve l'anneau de la sorcière pour prouver qu'il l'a tuée. Les jumeaux rentrent au village avec leurs animaux, et les villageois n'en croient pas leurs yeux, pensant que le jeune homme et ses bêtes se sont dédoublés.
Les deux frères font irruption dans le château du seigneur, lui jettent à la figure les langues du dragon et l'anneau de la sorcière, puis le tuent, et transforment le château en une pierre blanche, que Koudzi met dans sa poche. Allégresse générale au village. Les deux frères finissent par reprendre le chemin de leur pays. Ils retrouvent le couteau, qui brille désormais comme un miroir sur ses deux faces. Leur arrivée dans leur village natal cause un tel choc à la marâtre qu'elle en tombe morte. Ils retransforment le galet en un immense palais qu'ils offrent à leur père, qui a rajeuni de bonheur, et ils vivront désormais heureux ensemble.

### Autres versions

#### Version sicilienne
Une version sicilienne, publiée en allemand par l'auteure suisse Laura Gonzenbach (Sicilianische Märchen, 1870) a été reprise, traduite en anglais, par Andrew Lang dans The Pink Fairy Book (1897) sous le titre The Two Brothers. Cette version inclut l'épisode initial du poisson magique ; le signe de vie y est représenté par un figuier qui saigne s'il arrive malheur à l'un des frères ; le faux héros est un esclave envoyé aux nouvelles par le père de la princesse. Le frère qui a sauvé la princesse lui demande un délai de sept ans et sept mois avant de l'épouser. Après le mariage s'insère la séquence de la lumière d'un château au loin, qui attire le jeune roi et le livre au pouvoir de la sorcière (grâce à un cheveu). Le second frère, venu à la rescousse, est conseillé par un vieil homme. Enfin la sorcière, qui a le dessous dans sa lutte avec le second frère, cherche longtemps à tergiverser et à tromper le jeune homme avant de céder et de se faire tuer. On note aussi la formule, rituelle dans les contes, prononcée par le premier frère lorsqu'il se réveille de son sommeil de pierre : « Oh, que j'ai dormi longtemps !" ».

#### Version roumaine

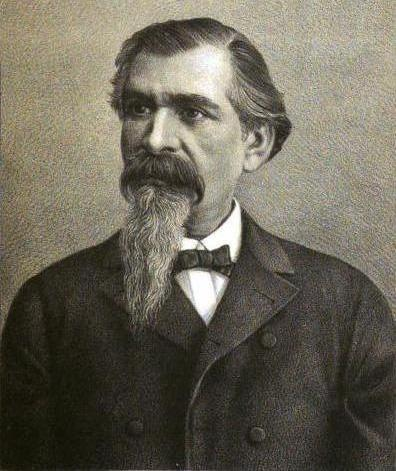
Petre Ispirescu (1830-1887), folkloriste et collecteur de contes roumain

Mite Kremnitz a publié dans ses Rumänische Märchen (Contes roumains, 1882, en langue allemande) un conte sur ce thème, repris de la collecte de Petre Ispirescu et intitulé L'Étoile du matin et l'Étoile du soir. Les deux héros n'y sont pas réellement frères, mais ils sont nés le même jour, l'un d'une reine, l'autre de sa servante, les deux mères ayant mangé du même poisson d'or, et ils sont d'apparence identique. L'enfant royal est appelé Busujok (« Basilic »), son alter ego Siminok, « Antennaire » (deux noms de plantes). Devenus des jeunes gens, ils partent ensemble à la chasse ; la reine a noué deux cheveux sur la tête de son fils pour pouvoir le reconnaître. Alors qu'ils se reposent, Siminok découvre le nœud dans les cheveux de Busujok et le lui signale. Ce dernier, irrité, décide de partir à l'aventure seul. Il laisse à Siminok, qui rentre chez lui, un mouchoir qui se tachera de trois gouttes de sang s'il lui arrive malheur. Le jour où le signe de vie se manifeste, Siminok part à la recherche de Busujok, qui entretemps a épousé une princesse, et il se présente à elle comme son beau-frère. Il parvient à la convaincre non sans mal qu'il n'est pas son mari. Toujours sur la trace de son frère, il rencontre dans une forêt une sorcière, qui veut se réchauffer auprès de son feu. Il évite le piège de la mèche de cheveux qu'elle lui tend et menace de la faire dévorer par ses chiens. Elle rend Busujok, son cheval et ses chiens, qu'elle avait dévorés ; Siminok la laisse déchiqueter malgré tout par ses bêtes. Busujok devient par la suite jaloux de Siminok, et ils décident de se bander les yeux ainsi que ceux de leurs chevaux et de les laisser vagabonder à l'aventure. Siminok tombe dans une fontaine et se noie. Busujok, convaincu par sa femme qu'il n'a pas été trompé, est désespéré : il se bande à nouveau les yeux et ceux de son cheval, s'en va au hasard, tombe dans la même fontaine que Siminok et se noie à son tour. Busujok et Siminok deviennent, l'un l'étoile du matin, l'autre l'étoile du soir.

#### Version hongroise
Une version hongroise a été publiée en langue allemande (même intitulé) par Elisabet Sklarek (1872-1945) dans Ungarische Volksmärchen (Leipzig, 1901). Le dragon y garde un puits et menace d'assoiffer la ville si on ne lui fournit pas chaque mois une jeune fille à dévorer, et le faux héros y est figuré par un « chevalier rouge » (rote Ritter). Cette version mentionne l'« herbe de vie » (Lebenskraut) arrachée à un « petit serpent » (par le lion du frère survivant), ce qui rappelle l'Épopée de Gilgamesh.

#### Versions indiennes

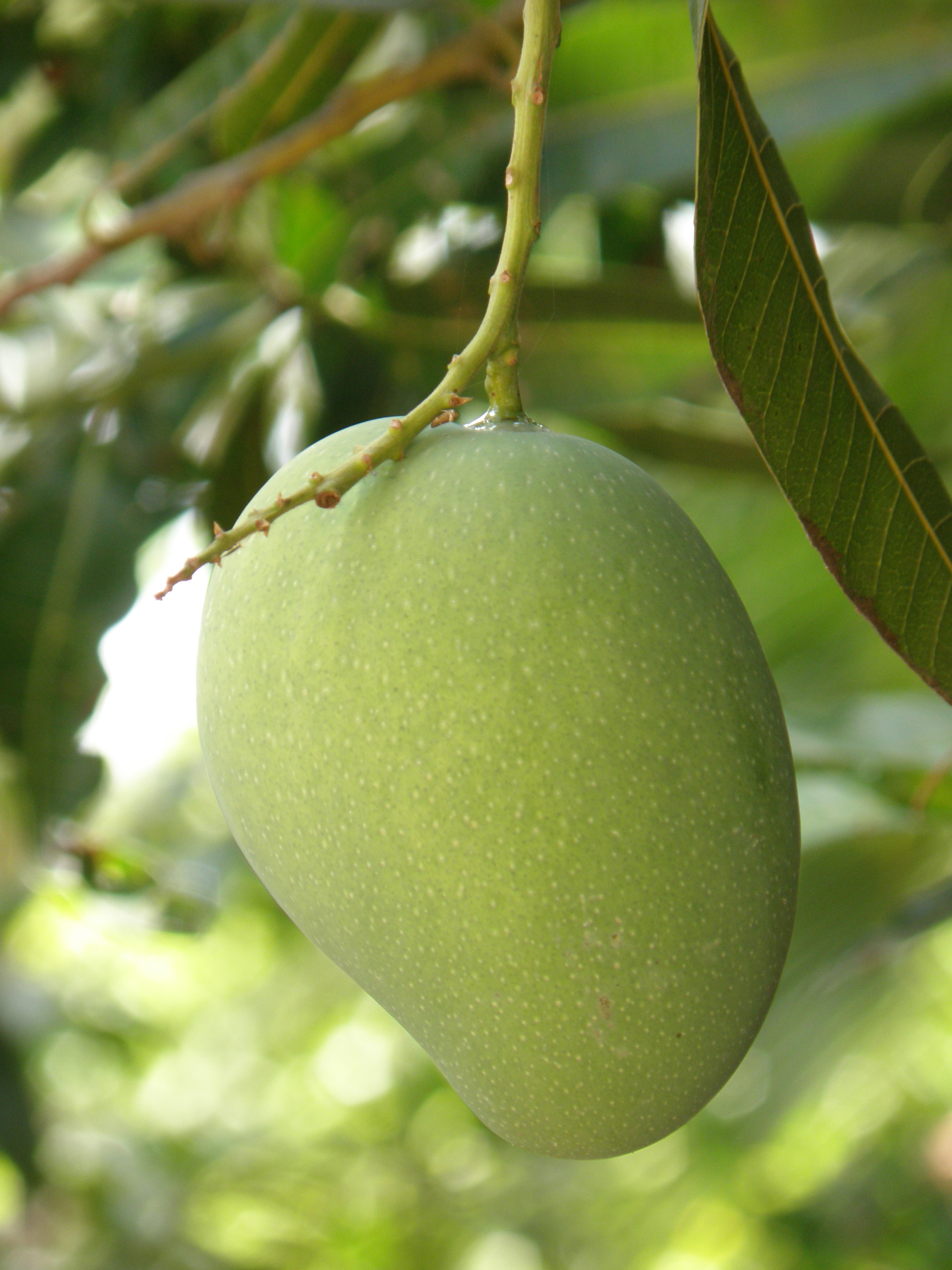
Mangue en Inde.

Mary Brockington évoque les variantes du conte recensées en Inde et au Sri Lanka, régions où une forme spécifique du conte (codifiée TR 303) a été identifiée. Si elle estime ne pas pouvoir déterminer si le conte originel a migré de l'Inde vers l'Europe ou, comme le pense Kurt Ranke, en direction contraire, elle s'attache à noter les particularismes induits par la société indienne, notamment le système de castes (un mariage entre une princesse et un homme de rang inférieur y serait inconcevable) et les habitudes alimentaires (végétarisme) ; ainsi le père sans enfant, qui est de sang royal, est-il amené à accepter une mangue de la part d'un sage, motif qui apparaît déjà dans le Mahabharata et remplace la naissance magique après ingestion d'un poisson. Elle évoque également les liens entre le conte et le Ramayana, ainsi que les transformations que la version indienne a subies en voyageant à nouveau vers l'Occident par le biais des Arabes et autres peuples musulmans (la mangue devient en Perse une grenade, et une pomme en Grèce et dans les Balkans).

#### Version kabyle
Taos Amrouche propose, dans Le Grain magique, un conte qui relève de ce schéma, intitulé Les Chevaux d'éclair et de vent. La figure du dragon y est remplacée par celle de l'ogresse Tseriel.

## Œuvres dérivées
- Un conte de l'auteur tchèque Karel Jaromír Erben, O dvou bratřích (« Les Deux Frères »), qui reprend le thème du conte de Grimm, a servi de support à un film tchécoslovaque de 1982, Le Troisième Prince (en tchèque : Třetí princ) d'Antonín Moskalyk, avec Libuše Šafránková dans le rôle de la Princesse Milena et de sa sœur, et Pavel Trávnícek dans celui des princes jumeaux Jaromír et Jaroslav. Le thème du dragon n'y figure pas.
- Un autre film tchèque, Le Prince Bajaja (Princ Bajaja, d'Antonín Kachlík, 1971), inspiré d'un conte recueilli par Božena Němcová, ne fait qu'effleurer le motif des jumeaux, mais traite le motif du dragon des Deux Frères d'une manière complète. Magda Vášáryová y joue la Princesse Slavěna, et Ivan Palúch le Prince Bajaja.